# 我的长征
《我的长征》（英語：My Long March）是中国大陆剧情片，导演翟俊杰、王珈、杨军，编剧陆柱国，主演王霙、钟秋、王伍福、王心刚。该片是纪念中国工农红军长征胜利70周年而拍摄的献礼片。2006年在中国大陆上映。

## 剧情
该片通过16岁中国工农红军战士“王瑞”参加长征，经过湘江战役、遵义会议、四渡赤水、飞夺泸定桥等历史事件，讲述长征和革命的艰辛。

## 演出
- 钟秋 出演 王瑞。青年王瑞。16岁时参加长征。
- 王心刚 出演 王瑞。老年王瑞。
- 王霙 出演 毛泽东。
- 王伍福 出演 朱德。
- 齐奎 出演 肖德昌。王瑞的姐夫，在飞夺泸定桥时牺牲。
- 王嘉 出演 竹妹子。王瑞的姐姐，野战医院的护士。
- 王挺 出演 曾连长。
- 张振华 出演 指导员
- 姚晨 出演 索玛。
- 侯祥玲 出演 周恩来，
- 曲木古火·秋风 出演 达尔火。
- 赵琳 出演 贺子珍。

## 制作
该片是翟俊杰的第三部“长征”题材电影，前面两部是《金沙水拍》和《长征》。因《武林外传》走红的姚晨在片中出演一名彝族姑娘。该片在贵州省、四川省、云南省和广西壮族自治区取景。

## 奖项
| 日期 | 奖项                 | 类别             | 被提名者             | 结果 | 备注  |
| ---- | -------------------- | ---------------- | -------------------- | ---- | ----- |
| 2007 | 第26届中国电影金鸡奖 | 金鸡奖最佳故事片 | 《我的长征》         | 提名 | [ 4 ] |
| 2007 | 第26届中国电影金鸡奖 | 金鸡奖最佳导演   | 翟俊杰、王珈、杨军   | 提名 | [ 4 ] |
| 2007 | 第26届中国电影金鸡奖 | 金鸡奖最佳男配角 | 王霙                 | 獲獎 | [ 4 ] |
| 2007 | 第26届中国电影金鸡奖 | 金鸡奖最佳摄影   | 穆德远、姜力军、汪洋 | 提名 | [ 4 ] |
| 2007 | 第26届中国电影金鸡奖 | 金鸡奖最佳美术   | 马跃千、许峰         | 提名 | [ 4 ] |
| 2007 | 第26届中国电影金鸡奖 | 金鸡奖最佳音乐   | 张千一               | 提名 | [ 4 ] |
| 2007 | 第26届中国电影金鸡奖 | 金鸡奖最佳录音   | 张磊、万仲平、安韶峰 | 提名 | [ 4 ] |
| 2007 | 第26届中国电影金鸡奖 | 评委会特别奖     | 《我的长征》         | 獲獎 | [ 4 ] |

## 外部连接
- 《我的长征》 （页面存档备份，存于） 新浪网专题
- 豆瓣电影上《我的长征》的資料 （简体中文）
- 时光网上《我的长征》的資料（简体中文）
- 互联网电影数据库（IMDb）上《我的长征》的资料（英文）